# Zona de distensión
La Zona de Distensión, zona de despeje de San Vicente del Caguán  y/o simplemente El Caguán fue un área del tipo (DMZ) otorgada por el gobierno del presidente Andrés Pastrana mediante Resolución 85 de 14 de octubre de 1998, para adelantar un proceso de paz con las Fuerzas Armadas Revolucionarias de Colombia-Ejército del Pueblo (FARC-EP) y acabar con el conflicto armado colombiano. Se creó en noviembre de 1998 y entró en efecto en enero de 1999. Comprendió una extensión de 42 000 kilómetros cuadrados y estuvo conformada por los municipios de La Uribe, Mesetas, La Macarena y Vista Hermosa en el departamento del Meta, y por San Vicente del Caguán en el departamento del Caquetá.
A partir del momento que se creó la Zona de Distensión se comenzaron a producir denuncias de diversos hechos cometidos por miembros de la guerrilla violatorios de los derechos fundamentales de los habitantes de la región, consagrados en la Constitución Nacional y protegidos por el Derecho Internacional Humanitario. Retenciones, requisas, allanamientos, retenciones indebidas de personas, robo de ganado, extorsiones, negociación de secuestros y asesinato de personas, fueron denunciados permanentemente por la población. Amenazas constantes a las autoridades públicas encargadas de ejercer justicia así como la planeación y ejecución de acciones dirigidas a atacar a las poblaciones colindantes. 
Esta fue la primera vez que se despejó una parte del territorio nacional, para que un grupo al margen de la ley se asentara. A raíz de esto, la zona de distensión se pudo considerar como un Estado fallido al interior de Colombia.
La zona de distensión fue abolida por el presidente Pastrana el 20 de febrero de 2002, quien además ordenó a las Fuerzas Militares de Colombia retomar la zona de distensión. Una vez recuperada la región  se le empezó a llamar en ocasiones la Antigua zona de distensión.

## Formación de la zona de distensión
Andrés Pastrana, después de posesionarse como jefe de Estado el 7 de agosto de 1998, y gracias a la ley 418 de 1997, la cual facultaba al presidente de la República de Colombia para realizar acuerdos con grupos organizados al margen de la ley, decide formalizar la creación y el despeje militar de la zona de distensión del Caguán, por medio de la resolución No.85 del 14 de octubre de 1998.
Se determinaba que la zona en mención estaría conformada por 5 municipios, en el documento emitido por el presidente de la República de Colombia, se estipulaba que la zona de distensión en principio regiría por 3 meses, teniendo como inicio el 7 de noviembre de 1998 y culminando el 7 de febrero de 1999. Sin embargo, con el paso de los meses, el tiempo de duración de la zona de distensión se prolongó a través de diferentes decretos. No obstante, para el 20 de febrero de 2002 el presidente de la República Andrés Pastrana por medio de la Resolución N° 32, decide dar por terminada la zona de distensión.
A pesar de que el grupo guerrillero de las FARC-EP logró acentuarse a lo largo de la zona de distensión del Caguán y que a través de sus acciones permeó y fue determinante en el desarrollo de las diferentes actividades en el aspecto político, social y económico, su presencia no puede considerarse o enmarcarse dentro del control territorial desde la definición de beligerancia, lo cual permite establecer que la zona de distensión del Caguán nunca estuvo bajo el control de las FARC-EP, y que por el contrario, esta zona seguía siendo parte del territorio del Estado colombiano y su control dependía de éste.
Aunque no fue un Estado, se pueden destacar la injerencia que llegó a tener la FARC-EP en cuanto a la conformación y presencia de la fuerza pública, la intervención de actores internacionales y el desarrollo económico de la población.

## Administración de la FARC-EP
El procedimiento de verificación del cumplimiento de normas mínimas de comportamiento por parte de las FARC-EP, que se entendía planteado de manera clara desde un principio y que repartía la responsabilidad entre las partes para garantizar el desarrollo de la Zona de Distensión, se convirtió en elemento de discordia permanente hasta llegar a bloquear toda posibilidad de avance de las negociaciones. Este tema tenía una importancia sustancial debido a que garantizaba la transparencia de la Zona de Distensión. Sin embargo, se consideró al comienzo de las negociaciones como un simple procedimiento. Luego, ante las recurrentes denuncias la preocupación aumentó, ya que los municipios ubicados en los alrededores de la Zona de Distensión experimentaron un ostensible deterioro del orden público, lo que fue visto como el aprovechamiento de la zona como plataforma para el lanzamiento de acciones armadas.
Ante el aumento de las denuncias, la situación se volvió cada vez más difícil para el Gobierno, mientras las FARC-EP insistieron en reivindicar la Zona de Distensión como reconocimiento a su dominio territorial, militar, político e histórico. Ese supuesto reconocimiento implicaba para las FARC-EP no sólo la salida de la Fuerza Pública durante un período determinado, como lo estableció en su momento el Gobierno, sino su no retorno en la medida de lo posible, o su retorno en las condiciones más precarias posibles. Es claro que las FARC-EP buscaron de manera calculada la ausencia del Gobierno en la zona para ejercer poder. La ausencia del Gobierno se expresó en la ausencia de sus instituciones que ejercen funciones de Estado como Fuerza Pública, Fiscalía, Procuraduría, jueces de cualquier índole, cárceles, notariado etc. Por lo tanto, la existencia de una comisión de verificación chocaba con el verdadero interés de las FARC-EP en la zona: desempeñarse como “gobierno”. En consecuencia, el asunto dejó de ser meramente procedimental para convertirse en algo de fondo.

## Localización

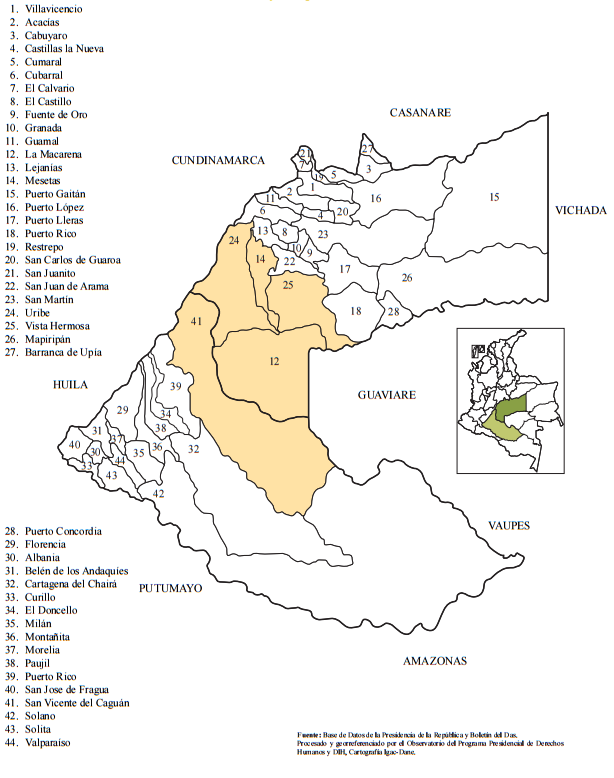
Municipios que conformaron la Zona de Distensión Meta y Caquetá.

La Zona de distensión comprendía unos 42.000 kilómetros cuadrados y estaba conformada por los municipios de La Uribe, Mesetas, La Macarena, \\ y Vista Hermosa en el departamento del Meta, y San Vicente del Caguán en el departamento del Caquetá. La zona tenía una superficie similar a la de Suiza.

Limitando en el noroeste  y oeste con el departamento de Huila y a su vez con los municipios de Algeciras, Baraya, Colombia, Neiva, Rivera y Tello; en el norte con Bogotá, concretamente con la localidad de Sumapaz; en el noreste con el departamento de Meta, con los municipios de San Juan de Arama, Puerto Lleras, Puerto Rico, Lejanías y Cubarral; en el este con el departamento de Guaviare, con los municipios de Calamar y San José del Guaviare; y al oeste, suroeste, sur y sureste con el departamento de Caquetá, con los municipios de Solano, Cartagena del Chairá y Puerto Rico.
| Noroeste: Huila      | Norte: Bogotá | Nordeste: Meta (Colombia) |
| Oeste: Huila Caquetá |               | Este: Guaviare            |
| Suroeste: Caquetá    | Sur: Caquetá  | Sureste: Caquetá          |

## Historia

### 1998
16 de junio: El entonces candidato Andrés Pastrana anunció su voluntad de despejar muchos municipios para iniciar un proceso de paz.
9 de julio: Antes de su posesión, el presidente Andrés Pastrana visita a Manuel Marulanda.
7 de agosto: En su posesión el presidente Pastrana anunció su compromiso de iniciar conversaciones y nombró a Víctor G. Ricardo como Alto Comisionado de Paz.
14 de octubre: Expedido el Decreto con el cual ordenó el despeje militar de los municipios San Vicente del Caguán; Uribe, Macarena; Vistahermosa; y Mesetas, en Meta y Caquetá.
7 de noviembre: Arranca el despeje formal y primer problema por el Batallón Cazadores.
13 de noviembre:Terminó la salida de los militares de la zona de despeje.
13 de noviembre: El Comisionado de Paz Víctor G. Ricardo afirma que el gobierno no reconocerá estatus de la beligerancia a las FARC-EP
25 de noviembre: El presidente Pastrana pide cese al fuego para navidad.
27 de noviembre: Comienza polémica por canje humanitario de guerrilleros presos por soldados retenidos.
6 de diciembre: Los paramilitares ofrecen tregua de fin de año. El gobierno considera la posibilidad que la tregua incluya el Ejército Nacional.
8 de diciembre: El gobierno ratifica que no se ha contemplado extender la duración del despeje más de allá del 7 de febrero de 1999.

### 1999
7 de enero: Se instalan las mesas de diálogo. Manuel Marulanda no asiste.
19 de enero: Las FARC-EP deciden parar unilateralmente la mesa de diálogo, los paramilitares son la piedra de choque.
25 de enero: Las FARC-EP fijan como fecha de un nuevo encuentro el 20 de abril.
5 de febrero: El gobierno prorroga la zona de distensión por 90 días más, hasta el 7 de mayo.
25 de febrero: La expulsión de un fiscal de San Vicente del Caguán le añade un conflicto más al proceso.
25 de febrero: Se produce el secuestro de Terence Freitas, Ingrid Washinawatok y Laheenae Gay tres estadounidenses indigenistas.
6 de marzo: El asesinato de los tres ciudadanos norteamericanos enreda más el proceso.
3 de abril:. Piden crear una Comisión de Acompañamiento Internacional para el proceso de paz.
8 de abril: Los paramilitares acusan a la guerrilla de aprovechar el área de distensión para fortalecerse logística y militarmente.
8 de abril: Se reanudaron los contacto entre Víctor G. Ricardo y los voceros de las FARC-EP.
18 de abril:. El presidente condiciona prórroga de la zona al reinicio del proceso de negociación.
20 de abril: Gobierno y FARC-EP se reencuentran en la zona de distensión pero las FARC-EP advierten que el proceso de paz no ha sido descongelado.
2 de mayo: Nuevo encuentro entre el presidente Pastrana y Tirofijo. Acuerdo de Caquetania.
6 de mayo: Las partes dan a conocer la Agenda Común por el Cambio hacia una Nueva Colombia. Base de la negociación.
6 de mayo: Se prorroga la zona de despeje por 30 días y se anuncia una veeduría internacional.
10 de mayo: Se definen los siete países que conforman el grupo de acompañamiento del proceso de paz.
26 de mayo: Renuncia el ministro de Defensa Rodrigo Lloreda.
9 de junio: La Sijín denuncia que la zona de despeje se convirtió en guarida.
26 de julio: Directivos de Wall Street visitan la zona del Caguán.
20 de julio: paciencia del gobierno tiene límite, dijo el presidente Pastrana a la dirigencia de las FARC-EP.
23 de julio: Las FARC-EP dijeron sí a la verificación del despeje.
19 de agosto: FARC-EP advierten que el canje es la única alternativa para entregar los soldados retenidos.
31 de agosto: El zar antidrogas de Estados Unidos, Barry McCaffrey, dijo que hay una increíble impunidad en la zona de despeje.
9 de noviembre: El presidente Pastrana pide tregua de navidad.
21 de noviembre: Nueva arremetida de las FARC-EP a Puerto Inírida (Guainía) y en Colombia (Huila).
6 de diciembre: El gobierno prorrogó por seis meses más la zona.
19 de diciembre: La guerrilla anunció el cese de sus acciones militares hasta el 10 de enero.

### 2000
30 de enero: Se define metodología para la negociación.
17 de marzo: Empresarios se reúnen con las FARC-EP.
8  de abril: Fue presentado el Movimiento Bolivariano por la Nueva Colombia. Partido clandestino de las FARC-EP.
27 de abril: Se retira Víctor G. Ricardo y es nombrado Camilo Gómez.
2 de mayo: Las FARC-EP confirman que cobrarán un impuesto del 10 por ciento a los colombianos con un patrimonio de 2.000 millones de pesos. Ley 002 de las FARC-EP.
7 de julio: El Consejo Gremial le pide al gobierno condicionar las negociaciones a la liberación masiva de secuestrados.
17 de julio: Informe militar señala que, desde que se inició la zona de despeje, las FARC-EP han ejecutado 45 acciones armadas contra 24 municipios periféricos y el retiro de la policía de 10 localidades.
7 de septiembre: Volvió a la mesa el tema del canje y del cese al fuego y hostilidades.
8 de septiembre: Suceso del aeropirata que obliga a un avión a aterrizar en San Vicente del Caguán.
24 de octubre: Quedó descongelado el proceso de paz y se reanuda inmediatamente.
7 de noviembre: Terminó el primer ciclo de audiencias públicas en San Vicente del Caguán.
18 de noviembre: Empresarios piden no negociar en medio de la guerra.
22 de noviembre: Presidente oficializa el Frente Común por la Paz.
7  de diciembre: El gobierno decidió prorrogar por 55 días más la zona de despeje.
9 de diciembre: Piden a las FARC-EP tregua navideña.
11 de diciembre: El presidente Pastrana decide ampliar hasta finales de enero la zona de despeje.

### 2001
24 de enero: El proceso de paz llega a crisis. La Corte Constitucional respaldó las facultades del presidente para decretar una zona de despeje.
30 de enero: Corta prórroga de la zona, decreta el gobierno.
8 de febrero: Nueva reunión del presidente Pastrana y Manuel Marulanda.
15 de febrero: Las FARC-EP entregan a 62 menores.
18 de febrero: Después de tres meses de congelamiento, se reinició la negociación con temas económicos.
22 de febrero: 23 países aceptan invitación para ir al Caguán.
6 de abril: La Fiscalía inició investigación contra máximos jefes de las FARC-EP y reclutamiento de menores.
16 de junio: Liberan los primeros soldados retenidos por las FARC-EP
20 de julio:. El candidato liberal Horacio Serpa anuncia que irá a la zona de distensión.
28 de agosto: El senado anuncia debate a la zona de distensión.
29 de septiembre: El candidato liberal no logra llegar a San Vicente de Caguán. Bloqueos en las vías se lo impiden. Cumbre en el Palacio de Nariño para analizar el proceso de paz.
2 de septiembre: En debate en el Congreso parlamentarios, hacen graves denuncias sobre la zona de distensión.1998-2002

### 2002
7 de febrero: El gobierno Pastrana y las FARC-EP firmaron el Acuerdo sobre Acompañamiento Nacional e Internacional a la Mesa de Diálogo y Negociación.
20 de febrero: Secuestro de Jorge Eduardo Gechem y final de la zona de Distensión.
21 de febrero: Operación TH de retoma de la Zona de Distensión.